# Laurel (Virginia)
Laurel es un lugar designado por el censo situado en el condado de Henrico, Virginia  (Estados Unidos). Según el censo de 2010 tenía una población de 16.713 habitantes.

## Demografía
Según el censo del 2000, Laurel tenía 14.875 habitantes, 6.288 viviendas, y 3.634 familias. La densidad de población era de 1.048 habitantes por km².
De las 6.288 viviendas en un 27,2%  vivían niños de menos de 18 años, en un 42%  vivían parejas casadas, en un 12% mujeres solteras, y en un 42,2% no eran unidades familiares. En el 32,8% de las viviendas  vivían personas solas el 7,1% de las cuales correspondía a personas de 65 años o más que vivían solas. El número medio de personas viviendo en cada vivienda era de 2,24 y el número medio de personas que vivían en cada familia era de 2,87.
Por edades la población se repartía de la siguiente manera: un 20,2% tenía menos de 18 años, un 10,6% entre 18 y 24, un 38,5% entre 25 y 44, un 19,6% de 45 a 60 y un 11% 65 años o más.
La edad media era de 34 años.  Por cada 100 mujeres de 18 o más años  había 91,6 hombres.
La renta mediana por vivienda era de 42.128$ y la renta media por familia de 52.579$. Los hombres tenían una renta media de 31.495$ mientras que las mujeres 30.158$. La renta per cápita de la población era de 21.893$. En torno al 3,8% de las familias y el 5,4% de la población estaban por debajo del umbral de pobreza.

## Localidades adyacentes
El siguiente diagrama muestra a las localidades más próximas a Laurel.